# Santa Josefina (São Tomé i Príncipe)
Santa Josefina és una localitat de São Tomé i Príncipe. Es troba al districte de Caué, al sud-est de l'illa de São Tomé. La seva població és de 17 (2008 est.). A 2 km al sud hi ha el punt més meridional de l'illa i a uns 5 km al sud de l'Equador. Limita al sud amb Vila Malanza i Porto Alegre. Es troba a la petita carretera que uneix la capital São Tomé i Porto Alegre, la Carretera 1 que discorre a l'est de l'illa.

## Evolució de la població
| 2001 | 2008 |
| 15   | 17   |